# Сэ корё синмун
«Сэ корё синмун» (кор. 새고려신문, «Новая корейская газета») — областная газета на корейском языке, издающаяся в Сахалинской области. Часть материалов публикуется на русском языке.
В газете публикуются материалы о социальных, политических и экономических событиях Сахалинской области, а также освещаются вопросы корейского языка и культуры.
Выходит 1 раз в неделю на 8 полосах тиражом 1500 экземпляров.
Газета основана 1 июня 1949 года. Первоначально издавалась в Хабаровске под названием «Чосон нодонджа» (조선로동자, «Корейский рабочий»). Затем редакция переехала в Южно-Сахалинск. С 1961 года называлась «Лениный килло» (레닌의길로, «По ленинскому пути»). Современное название — с 1991 года.
В 1955—1969 годах в газете работал советский корейский поэт и драматург Ким Цын Сон.